# Hôtel de Montbrun
El hôtel de Montbrun, también conocido como Maison du Grand Henry y luego hôtel de Feydeau de Marville, es una mansión privada ubicada en la Place des Vosges en el 4 distrito de París, Francia. Está en el lado oeste de la plaza, al norte del Hôtel de Chabannes y su fachada norte está bordeada por la rue des Francs-Bourgeois. 
Fue clasificado como monumento histórico en 1954.

## Histórico

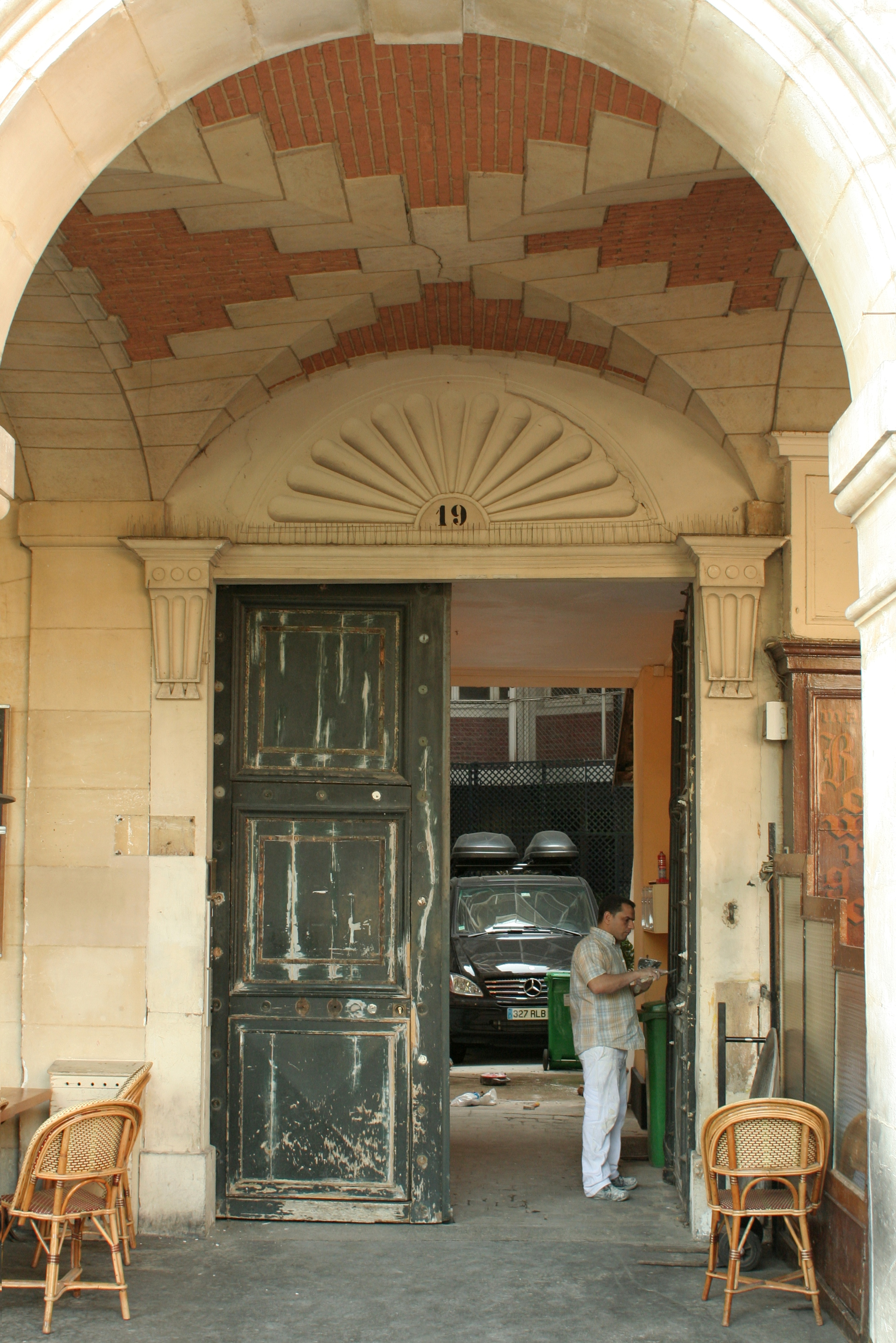
Porte-cochere del Hôtel Marchand.

Fue construido entre 1605 y 1612 para el capitán Marchand (o Marchant). Comúnmente se le llama Maison du Grand Henry debido al busto del rey Enrique IV que adorna un nicho en su fachada lateral en la rue Neuve Sainte-Catherine (ahora rue des Francs-Bourgeois).
Adquirida por el marqués de Montbrun en 1654, perteneció a los Feydeau de Marvilles en la primera mitad del siglo XVIII. 

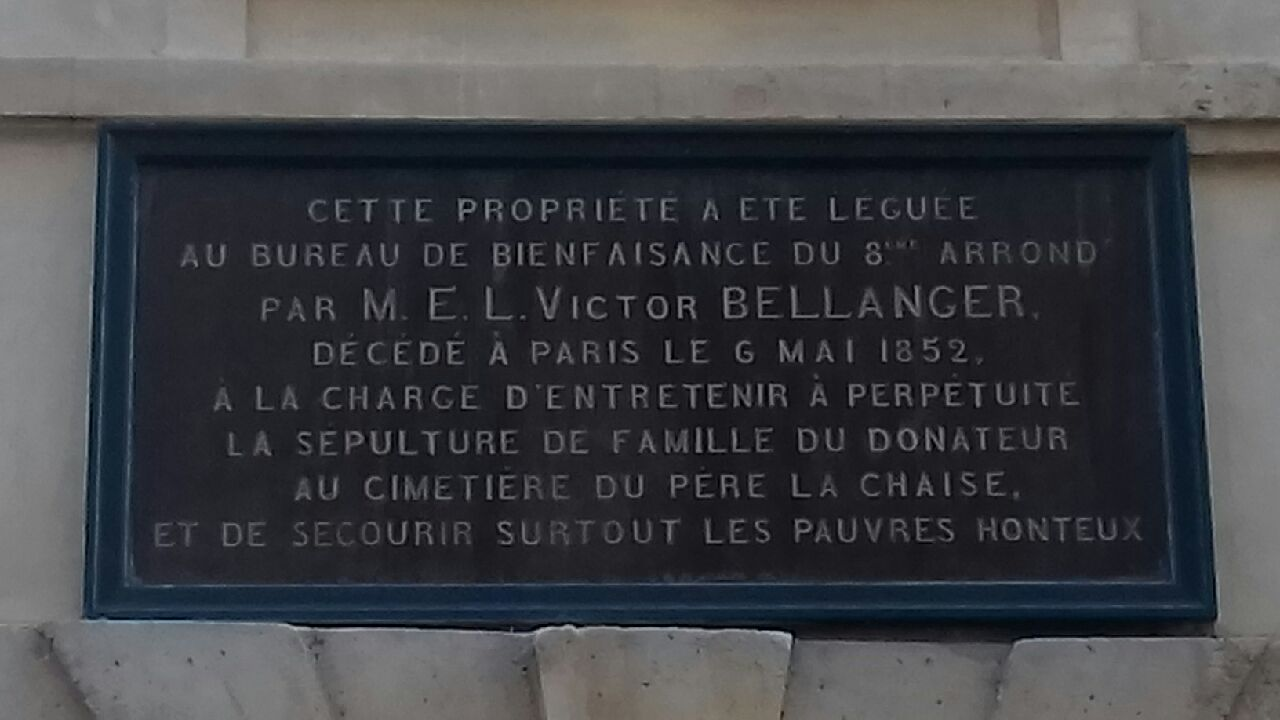
Placa conmemorativa de la donación del edificio al Ayuntamiento de París. Fachada que da a la rue des Francs-Bourgeois. marzo de 2021.

En 1852, el rentista Étienne Louis Victor Bellanger, nacido allí en 1806, lo legó al ayuntamiento del distrito, y este lo donó a la Asistencia Pública de los Hospitales de París y, de acuerdo con los deseos del donante, este se hizo cargo del mantenimiento de su lugar de enterramiento en el cementerio de Père-Lachaise  . Una placa colocada en la fachada que da a la rue des Francs-Bourgeois recuerda este gesto filantrópico.
Desde octubre de 2019 y tras dos años de obras, alberga un hotel turístico del grupo Evok, con seis habitaciones y seis suites.